# Triamcinolone acetonide
Triamcinolone acetonide là một loại corticosteroid tổng hợp được sử dụng tại chỗ để điều trị các tình trạng da khác nhau, để làm giảm sự khó chịu của vết loét miệng và các bác sĩ thủ thuật để điều trị các bệnh khớp khác nhau. Ở dạng xịt mũi, nó được sử dụng để điều trị viêm mũi dị ứng. Thuốc là một dẫn xuất mạnh hơn của triamcinolone, và mạnh gấp 8 lần so với prednisone.
Nó cũng được biết đến dưới tên biệt dược Kenalog (thuốc bôi) và Volon A dưới dạng thuốc tiêm để điều trị dị ứng, viêm khớp, bệnh về mắt, các vấn đề về đường ruột và bệnh ngoài da. Có những rủi ro có thể xảy ra từ một mũi tiêm. Nó đã được biết là gây mất chất béo và cơ bắp tại một vị trí tiêm, để lại một xương chấm lớn sâu.
Vào năm 2014, FDA đã sản xuất triamcinolone acetonide như là một loại thuốc không kê đơn ở Hoa Kỳ dưới dạng thuốc xịt mũi với biệt dược Nasacort.

## Sử dụng trong y tế
Triamcinolone acetonide dưới dạng tiêm nội khớp đã được sử dụng để điều trị một loạt các tình trạng cơ xương khớp. Khi được sử dụng như một loại thuốc mỡ tại chỗ, bôi lên da, nó được sử dụng để giảm thiểu phồng rộp gây ra từ cây thường xuân độc, cây sồi và cây sumac. Khi kết hợp với Nystatin, nó được sử dụng để điều trị nhiễm trùng da với sự khó chịu từ nấm, mặc dù không nên sử dụng nó trên mắt. Nó cung cấp cứu trợ tương đối ngay lập tức và được sử dụng trước khi sử dụng thuốc uống tiên dược. Các chế phẩm dán miệng và nha khoa được sử dụng để điều trị loét miệng.
Là một mũi tiêm, triamcinolone acetonide đã được sử dụng để điều trị các bệnh về mắt khác nhau và đã được tìm thấy hữu ích trong việc giảm phù hoàng điểm. Các thử nghiệm thuốc đã cho thấy nó có hiệu quả tương đương với thuốc chống VEGF trong mắt với tròng kính nhân tạo trong khoảng thời gian 2 năm. Một sự tổng quan hệ thống không tìm thấy bất kỳ bằng chứng nào về việc ngăn ngừa mất thị lực ở mắt được điều trị bằng triamcinolone acetonide so với giả dược, đối với bệnh nhân bị thoái hóa điểm vàng do tuổi tác.
Không thường xuyên, tiêm triamcinolone acetonide tiêm bắp có thể được chỉ định để kiểm soát các tình trạng dị ứng nghiêm trọng hoặc bất lực mà các phương pháp điều trị thông thường đã thất bại, như hen suyễn, viêm da dị ứng, viêm da tiếp xúc, viêm mũi dị ứng lâu năm hoặc viêm khớp phản ứng.

### Chống chỉ định
Như với tất cả các thuốc ức chế miễn dịch, không nên dùng triamcinolone acetonide cho những người mắc bệnh truyền nhiễm, hiện đang hoặc đang trong tình trạng hồi phục hoặc ngay sau đó. Nên tránh tiếp xúc với người nhiễm trùng trong toàn bộ quá trình điều trị. Người dùng bị nhiễm trùng trong chế độ của họ nên liên hệ với bác sĩ của họ để thảo luận về việc có nên ngừng sử dụng triamcinolone acetonide hay không.
Không nên dùng triamcinolone acetonide nếu bệnh nhân cũng đang sử dụng bất kỳ loại thuốc steroid hoặc thuốc ức chế miễn dịch nào khác, hoặc nếu gần đây họ đã trải qua bất kỳ thủ tục y tế nào liên quan đến việc sử dụng steroid (ví dụ như khối thần kinh).
Bằng chứng cho thấy việc sử dụng traimcinolone acetonide hoặc các steroid khác để điều trị phù hoàng điểm làm tăng nguy cơ tăng áp lực nội nhãn ở bệnh nhân.
Nhiều loại thuốc đã được chứng minh là làm tăng nồng độ triamcinolone acetonide trong máu lên cao hơn mức dự định. Bệnh nhân nên thông báo cho bác sĩ về bất kỳ loại thuốc nào khác mà họ đang dùng.
Triamcinolon acetonid không nên được sử dụng bởi những người có bệnh lao hoặc không được điều trị nấm, vi khuẩn, virus toàn thân hoặc herpes simplex nhiễm trùng mà không tham khảo ý kiến một bác sĩ đầu tiên.

## Dược lý

### Dược lực học
Triamcinolone acetonide là một corticosteroid. Nó đặc biệt là một glucocorticoid, hoặc một chất chủ vận của thụ thể glucocorticoid.

## Hóa học
Triamcinolone acetonide, còn được gọi 9α-fluoro-16α-hydroxyprednisolone 16α,17α-acetonide hoặc 9α-fluoro-11β,16α-17α,21-tetrahydroxypregna-1,4-diene-3,20 acetal với acetone, là một corticosteroid pregnane vòng được  halogen hóa tổng hợp. Đó là C16α,17α acetonide của triamcinolone.

## Sử dụng trong thú y
Triamcinolone acetonide cũng được sử dụng trong thú y như là một thành phần trong thuốc mỡ tại chỗ và trong thuốc xịt tại chỗ để kiểm soát ngứa ở chó. Một loạt các mũi tiêm với triamcinolone acetonide hoặc một loại corticosteroid khác có thể làm giảm kích thước và gây kích ứng sẹo lồi. Thuốc được sử dụng như một chất dẫn trước và/hoặc chất dẫn sinh ở bò. Nó cũng được sử dụng trong ngành công nghiệp đua ngựa, nó là chất bị cấm nếu được tìm thấy trong hệ thống của ngựa vào ngày đua.